# Tractat dels tres impostors
El Tractat dels tres impostors (De Tribus Impostoribus) és el nom d'una obra que nega les tres religions abrahàmiques. Els tres "impostors" del títol serien Moisès, Crist i Mahoma. L'existència del llibre i l'atribució a diversos enemics polítics i heretges va ser un tema molt estès des dels segles xi al xviii quan els rumors a Alemanya i França arribaven a produir llibres físics.

## Possibles autors
El  Tractat dels tres impostors , s'ha atribuït a diverses persones sospitoses de ateisme o acusat de blasfèmia o heretgia. Entre els noms proposats com a autors de la idea o obra anònima: Averrois, Federic II Hohenstaufen, Boccaccio, Pomponazzi, Maquiavel, Pietro Aretino, Bernardino Ochino, Miquel Servet, Girolamo Cardano, Giordano Bruno, Marc-Antoine Muret, Jacques Gruet, Vanini, Hobbes, Spinoza, Matthias Knutzen, el baró d'Holbach, per nombrar només als més famosos. Raoul Vaneigem es refereix igualment a François Scoto, Herman de Rijswick (-1512), Noël Journet (-1582), Geoffroy Vallée (1550-1574), Jean Rousset de Missy, ...

## De imposturis religionum
L'origen del llibre es trobaria en el text De imposturis religionum, un atac anònim al cristianisme publicat l'any 1598 (encara que datat anteriorment per G. Bartsch), i que es va donar a conèixer en la subhasta de la biblioteca del teòleg de Greifswald Johann Friedrich Mayer l'any 1716. A partir d'aquest text el jurista Johannes Joachim Müller (1661–1733) va escriure dos texts més, contra Moisès i contra Mahoma, publicant els tres texts de forma conjunta l'any 1753 com De Tribus Impostoribus. El primer rastre del llibre es troba en un manuscrit de Prosper Marchand, una carta al seu amic Fritsch. En ella, Marchand recorda a Fritsch com un altre amic comú, Benjamin Furly, havia obtingut l'obra d'una biblioteca l'ay 1711. La primera versió impresa Traité sur les trois imposteurs (en francès) ha estat atribuïda a l'impressor M. M. Rei, encara que probablement existissin versions manuscrites prèvies.